# Мојстир (Исток)
Мојстир (алб. Mojstir) је насеље у општини Исток на Косову и Метохији.

## Демографија
Насеље има албанску етничку већину,
Број становника на пописима:
- попис становништва 1948. године: 233
- попис становништва 1953. године: 255
- попис становништва 1961. године: 300
- попис становништва 1971. године: 334
- попис становништва 1981. године: 311
- попис становништва 1991. године: 315